# Neuenkirch
Cet article possède un paronyme, voir Neunkirchen.
Neuenkirch est une commune suisse du canton de Lucerne, située dans l'arrondissement électoral de Sursee.

Vue aérienne (1957)

## Patrimoine bâti
- Le château de Wartensee

- L'église de Neuenkirch abrite la tombe et le monument de Niklaus Wolf von Rippertschwand.

## Personnalités
- Urs Richli (1949-), saxophoniste
- Niklaus Wolf von Rippertschwand